# Steyr XX

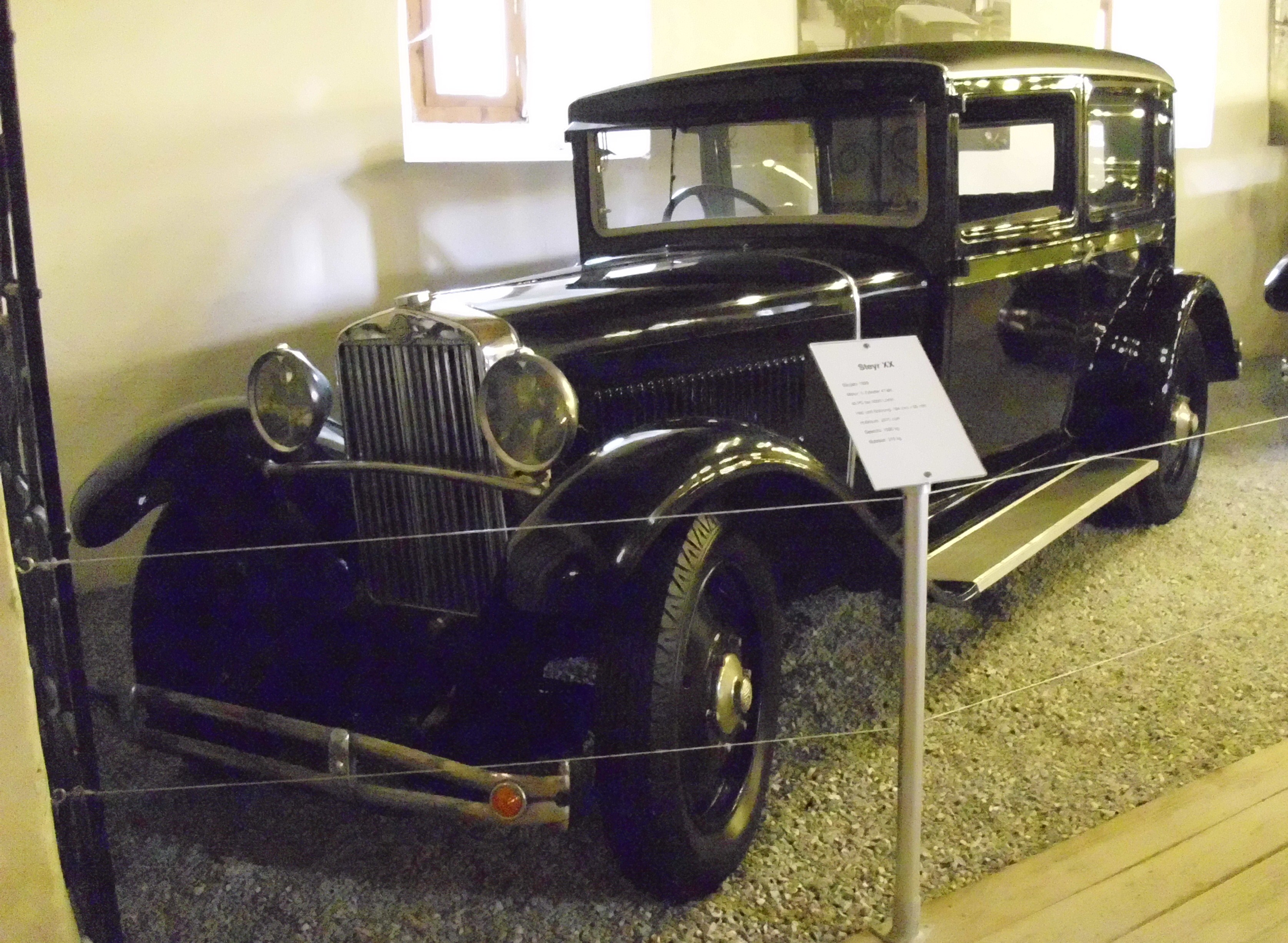
Steyr XX Limousine von 1929

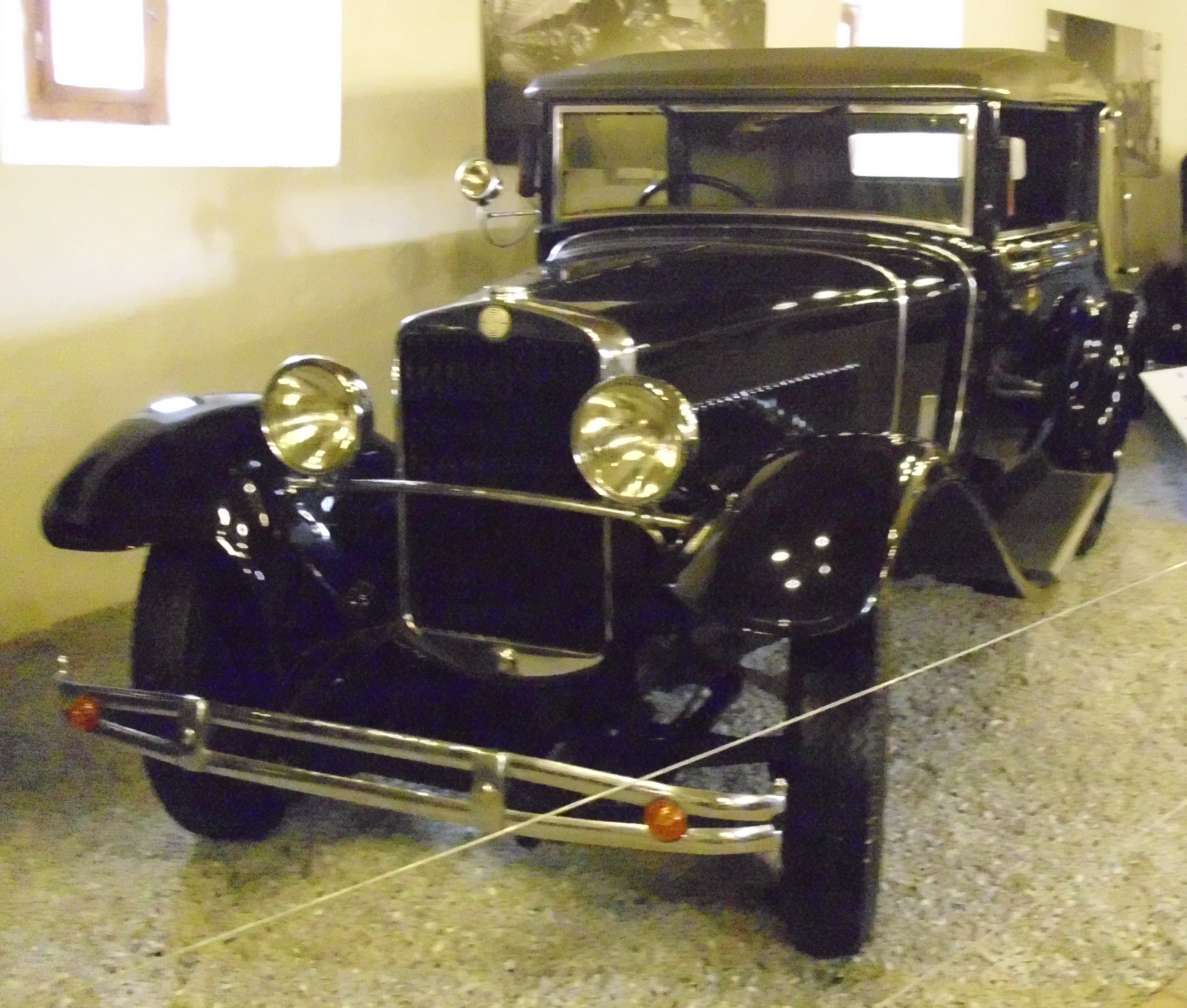
Steyr XX Cabriolet von 1929

Der Steyr XX ist ein Pkw der oberen Mittelklasse, den die Automobilfirma Steyr als Nachfolger des Modells XII 1929 herausbrachte. Der Wagen wurde von Anton Honsig entworfen.
Er hatte einen 6-Zylinder-Reihenmotor vorne eingebaut, der über ein 4-Gang-Getriebe die Hinterräder antrieb. Vorderräder waren an Starrachsen befestigt und hatten Längsblattfedern. Die hintere Pendelachse besaß eine Querblattfeder. Im einzigen Herstellungsjahr wurden von diesem Fahrzeug – auch 8/40 PS genannt – genau 2.900 Exemplare hergestellt. Dies war so viel und der Absatz war so schlecht, dass anschließend die PKW-Fertigung ein Jahr ruhen musste, bis alle Wagen abverkauft waren.
Erst 1930 erschien das Nachfolgemodell 30 mit gleich großem, aber wesentlich kurzhubiger ausgelegtem Motor.
Im Automobilmuseum Aspang in Aspang-Markt in Niederösterreich befindet sich ein zu einem Transporter mit Ladefläche umgebautes Exemplar.

## Technische Daten
| Typ                   | XX                  |
| Bauzeitraum           | 1929                |
| Aufbauten             | T4, L4, Cb2         |
| Motor                 | 6 Zyl. Reihe 4 Takt |
| Ventile               | hängend (ohv)       |
| Bohrung × Hub         | 65 mm × 104 mm      |
| Hubraum               | 2070 cm³            |
| Leistung (PS)         | 40                  |
| Leistung (kW)         | 29                  |
| Verbrauch             | 14 l / 100 km       |
| Höchstgeschwindigkeit | 90 km/h             |
| Leergewicht           | 1450 kg             |
| Zul. Gesamtgewicht    |                     |
| Elektrik              | 12 Volt             |
| Länge                 | 4770 mm             |
| Breite                | 1600 mm             |
| Höhe                  | 1700–1780 mm        |
| Radstand              | 3150 mm             |
| Spur vorne / hinten   | 1280 mm / 1280 mm   |
| Wendekreis            |                     |

- T4 = 4-türiger Tourenwagen
- L4 = 4-türige Limousine
- Cb2 = 2-türiges Cabriolet

## Quelle
- Werner Oswald: Deutsche Autos 1920–1945, Motorbuch Verlag Stuttgart, 10. Auflage (1996), ISBN 3-87943-519-7